# Wet Leg
Wet Leg is een Britse indierockband afkomstig van het Isle of Wight, bestaande uit Rhian Teasdale en Hester Chambers. Beiden nemen zowel de zang als het gitaarspel voor hun rekening. De bandleden ontmoetten elkaar tijdens de studie aan het Platform One College of Music. Na tien jaar besloten ze in 2019 samen een band op te richten. Bij live optredens wordt de band vergezeld door een bassist, drummer en toetsenist.
In juni 2021 kwam de debuutsingle Chaise Longue uit, wat een grote hit werd in het alternatieve circuit. Het bereikte de toppositie in de Outlaw 41 en werd genomineerd voor een Grammy Award voor het beste alternatieve nummer. Daarnaast won de band met dit nummer de Libera Award voor beste uitgave en videoclip van het jaar.
Het debuutalbum, ook Wet Leg geheten, kwam uit in april 2022. Dit album bereikte de nummer 10-positie in de Nederlandse hitlijsten, nummer 6 in Vlaanderen, en de toppositie in Australië en het Verenigd Koninkrijk. Het album is genomineerd voor de Grammy award voor het beste alternatieve album. Tevens leverde het album een AIM Independent Music Award op voor beste nieuwe artiest.